# Lijst van rijksmonumenten in Veendam (plaats)
De plaats Veendam telt 41 inschrijvingen in het rijksmonumentenregister. Hieronder een overzicht. 
| Object                                                                                   | Oorspronkelijke functie?  | Bouwjaar                                                          | Architect                                                         | Locatie                     | Coördinaten?                 | Nr.?   | Afbeelding                                                                 |
| ---------------------------------------------------------------------------------------- | ------------------------- | ----------------------------------------------------------------- | ----------------------------------------------------------------- | --------------------------- | ---------------------------- | ------ | -------------------------------------------------------------------------- |
| Karakteristieke woning met puntgevel                                                     | Woonhuis                  | vroege 19e eeuw                                                   |                                                                   | Beneden Oosterdiep 126      | 53° 6' 38" NB, 6° 53' 12" OL | 36876  | Meer afbeeldingen                                                          |
| Rooms-katholieke kerk (O.L. Vrouwe ten Hemelopneming)                                    | Kerk en kerkonderdeel     | 1845 1924 (verb. koor)                                            | W.L. Hasselbach W. te Riele (1924)                                | Boven Oosterdiep 79         | 53° 5' 53" NB, 6° 52' 27" OL | 36877  | Meer afbeeldingen                                                          |
| Grote Kerk                                                                               | Kerk en kerkonderdeel     | 1660-'62 1767 (uitbr.) 1900 (verb. toren)                         |                                                                   | J.G. Pinksterstraat 1       | 53° 6' 19" NB, 6° 52' 31" OL | 36884  | Meer afbeeldingen                                                          |
| Sonnevanck                                                                               | Woonhuis                  | 1923                                                              | J. Siccama                                                        | Van Beresteijnstraat 33     | 53° 6' 28" NB, 6° 52' 43" OL | 515372 | Meer afbeeldingen                                                          |
| Sonnevanck, garage                                                                       | Opslag                    | 1923                                                              |                                                                   | bij Van Beresteijnstraat 33 | 53° 6' 28" NB, 6° 52' 43" OL | 515373 | Meer afbeeldingen                                                          |
| Voorm. HBS (Veenkoloniaal Museum)                                                        | Onderwijs en wetenschap   | 1910                                                              | J.A. Vrijman                                                      | Museumplein 5               | 53° 6' 26" NB, 6° 52' 32" OL | 515375 | Meer afbeeldingen                                                          |
| Voorm. HBS, conciërgewoning                                                              | Dienstwoning              | 1911                                                              |                                                                   | Burg. de Hoopstraat 1       | 53° 6' 26" NB, 6° 52' 32" OL | 515376 | HBS Voorm. HBS, conciërgewoning                                            |
| Werkplaats in Engelse landhuisstijl                                                      | Industrie                 | 1918                                                              | E. Brader                                                         | J. Bruggemalaan 72          | 53° 6' 37" NB, 6° 52' 49" OL | 515378 | Meer afbeeldingen                                                          |
| 't Bouwhuis                                                                              | Handel en kantoor         | 1918                                                              |                                                                   | J. Bruggemalaan 74          | 53° 6' 37" NB, 6° 52' 49" OL | 515379 | Meer afbeeldingen                                                          |
| D'Ae-Steen                                                                               | Dienstwoning              | 1918                                                              | E. Brader                                                         | J. Bruggemalaan 70a         | 53° 6' 37" NB, 6° 52' 49" OL | 515380 | Meer afbeeldingen                                                          |
| Machinefabriek met aangebouwde stoomketelmakerij en werkplaats met kantoor               | Nijverheid                | 1872 1910 (ketelmakerij) ca. 1910 (werkplaats, kantoor)           |                                                                   | Boven Oosterdiep 85         | 53° 5' 55" NB, 6° 52' 27" OL | 515382 | Machinefabriek met aangebouwde stoomketelmakerij en werkplaats met kantoor |
| Machinefabriek, dienstwoning                                                             | Dienstwoning              | 1887                                                              |                                                                   | Boven Oosterdiep 87         | 53° 5' 55" NB, 6° 52' 27" OL | 515383 | Machinefabriek, dienstwoning                                               |
| Oldambster boerderij met voorhuis in eclectische stijl en schuur                         | Boerderij                 | 1874-'75 (voorhuis) 1934 (schuur)                                 |                                                                   | Beneden Westerdiep 89       | 53° 6' 47" NB, 6° 52' 26" OL | 515389 | Meer afbeeldingen                                                          |
| Oldambster boerderij, stookhut                                                           | Boerderij                 | 1874-'75                                                          |                                                                   | bij Beneden Westerdiep 89   | 53° 6' 47" NB, 6° 52' 26" OL | 515390 | Meer afbeeldingen                                                          |
| Directeurswoning in zakelijk-expressionistische stijl                                    | Dienstwoning              | 1937                                                              | M. Duintjer                                                       | Julianalaan 9               | 53° 6' 9" NB, 6° 52' 30" OL  | 515395 | Meer afbeeldingen                                                          |
| Directeurswoning, schuur met aangebouwde garage                                          | Boerderij                 | 1947 (schuur) 1958 (garage)                                       |                                                                   | bij Julianalaan 9           | 53° 6' 9" NB, 6° 52' 30" OL  | 515396 | Meer afbeeldingen                                                          |
| Woonhuis in een regionale variant van de Amsterdamse Schoolstijl                         | Woonhuis                  | 1922                                                              | E. van Linge                                                      | Van Beresteijnstraat 3      | 53° 6' 23" NB, 6° 52' 52" OL | 515404 | Woonhuis in een regionale variant van de Amsterdamse Schoolstijl           |
| Wilkensfontein                                                                           | Gedenkteken               | 1934                                                              | C.L. Huguenoth van der Linden (ontwerp) G. Marree (beeldhouwwerk) | U. Wilkensstraat            | 53° 6' 29" NB, 6° 52' 39" OL | 515405 | Meer afbeeldingen                                                          |
| Kantoorwoning in interbellumstijl                                                        | Werk-woonhuis             | 1926 1948 (verb.)                                                 | P.T. Wieringa                                                     | U. Wilkensstraat 1          | 53° 6' 30" NB, 6° 52' 42" OL | 515406 | Meer afbeeldingen                                                          |
| Dubbel woonhuis in een functionalistische stijl                                          | Woonhuis                  | 1933                                                              | J.H. van den Broek                                                | U. Wilkensstraat 15-17      | 53° 6' 35" NB, 6° 52' 44" OL | 515407 | Meer afbeeldingen                                                          |
| Gemeentehuis                                                                             | Bestuursgebouw en onderdl | 1878 1913 (uitbr.) 1968 (uitbr.)                                  | J. Stuivinga (1913)                                               | Raadhuisplein 5             | 53° 6' 15" NB, 6° 52' 41" OL | 515408 | Meer afbeeldingen                                                          |
| Vier middenstandswoningen met aangebouwde schuren                                        | Woonhuis                  | 1916                                                              | J. Stuivinga                                                      | Hertenkampstraat 1-4        | 53° 6' 29" NB, 6° 52' 32" OL | 515409 | Vier middenstandswoningen met aangebouwde schuren                          |
| Schoolgebouw met conciërgewoning en gymzaal (Streekschool)                               | Onderwijs en wetenschap   | 1915                                                              | J. Stuivinga                                                      | Hertenkampstraat 6          | 53° 6' 32" NB, 6° 52' 33" OL | 515410 | Schoolgebouw met conciërgewoning en gymzaal(Streekschool)                  |
| Voorm. bankgebouw in een aan de art nouveau verwante stijl                               | Handel en kantoor         | 1906                                                              |                                                                   | Beneden Oosterdiep 23-25    | 53° 6' 18" NB, 6° 52' 49" OL | 515411 | Meer afbeeldingen                                                          |
| Postkantoor met ingebouwde dienstwoning                                                  | Overheidsgebouw           | 1901-'03 1983 (uitbr.)                                            | C.H. Peters                                                       | Beneden Oosterdiep 59       | 53° 6' 23" NB, 6° 52' 55" OL | 515412 | Meer afbeeldingen                                                          |
| Woonhuis met aangebouwde schuur in eclectische stijl met neo-renaissance-elementen       | Woonhuis                  | 1888 1905 (verb.)                                                 |                                                                   | Beneden Oosterdiep 63       | 53° 6' 24" NB, 6° 52' 56" OL | 515413 | Meer afbeeldingen                                                          |
| Villa in een stijl met art nouveau- en rationalistische elementen                        | Woonhuis                  | 1901                                                              | verm. J.A. Hooykaas                                               | Beneden Oosterdiep 141      | 53° 6' 36" NB, 6° 53' 8" OL  | 515414 | Villa in een stijl met art nouveau- en rationalistische elementen          |
| Directeurswoning in een stijl met art-nouveau- en rationalistische elementen             | Dienstwoning              | 1903-'04                                                          | J.A. Hooykaas                                                     | Bocht Oosterdiep 17         | 53° 6' 10" NB, 6° 52' 38" OL | 515415 | Meer afbeeldingen                                                          |
| Winkelwoning met aangebouw achterhuis in neo-renaissancistische stijl                    | Werk-woonhuis             | 1895 (herb.) (achterhuis verm. ouder) verb. in 1928, 1937 en 1982 |                                                                   | Bocht Oosterdiep 19         | 53° 6' 10" NB, 6° 52' 39" OL | 515416 | Meer afbeeldingen                                                          |
| Herenhuis in eclectische stijl                                                           | Woonhuis                  | 1897 1950 (verb.) 1979 (verb.)                                    |                                                                   | Bocht Oosterdiep 47         | 53° 6' 13" NB, 6° 52' 43" OL | 515417 | Meer afbeeldingen                                                          |
| Herenhuis in eclectische stijl met aangebouwde schuur                                    | Woonhuis                  | ca. 1885 na 1959 (verb.)                                          |                                                                   | Bocht Oosterdiep 22         | 53° 6' 9" NB, 6° 52' 40" OL  | 515418 | Meer afbeeldingen                                                          |
| Woonhuis in een regionale variant van de Amsterdamse Schoolstijl                         | Woonhuis                  | 1927                                                              | N. Boiten Rzn.                                                    | Boven Oosterdiep 120        | 53° 5' 57" NB, 6° 52' 32" OL | 515419 | Woonhuis in een regionale variant van de Amsterdamse Schoolstijl           |
| K. & J. Wilkensbrug                                                                      | Brug                      | 1900-1910                                                         |                                                                   | t.o. Boven Oosterdiep 138   | 53° 5' 54" NB, 6° 52' 29" OL | 515420 | Wilkensbrug K. & J. Wilkensbrug                                            |
| Kantoorwoning in een mengstijl van overgangsstijl en rationalisme                        | Werk-woonhuis             | 1917 1966 (verb.)                                                 | N. Boiten Rzn.                                                    | P. Sneeuwplein 3            | 53° 6' 18" NB, 6° 52' 58" OL | 515421 | Meer afbeeldingen                                                          |
| Stationsgebouw met dienstwoning                                                          | Transport                 | 1909 1930 (overkapping perron) 1966 (uitbr.)                      | Ed. Cuypers                                                       | Parallelweg 4-6             | 53° 6' 14" NB, 6° 53' 6" OL  | 515422 | Meer afbeeldingen                                                          |
| Spoorbrug over de Molenstreek                                                            | Brug                      | 1909                                                              |                                                                   | bij Molenstreek 312         | 53° 6' 8" NB, 6° 53' 1" OL   | 515423 | Spoorbrug over de Molenstreek                                              |
| Villa in expressionistische bouwstijl                                                    | Woonhuis                  | 1921 1965 (uitbr.)                                                | J. Kruijer                                                        | Parallelweg 13              | 53° 6' 14" NB, 6° 53' 4" OL  | 515424 | Meer afbeeldingen                                                          |
| Voorm. electriciteitscentrale                                                            | Nutsbedrijf               | 1900-'01 1948 (verb.) 1957 (uitbr.) 1970 (verb.) 1995 (verb.)     |                                                                   | Molenstreek 312-314         | 53° 6' 7" NB, 6° 53' 1" OL   | 515425 | Meer afbeeldingen                                                          |
| Villa met aangebouwde garage in late expressionistische stijl                            | Woonhuis                  | 1937                                                              | Th. van Terwisga                                                  | Julianalaan 7               | 53° 6' 9" NB, 6° 52' 31" OL  | 515426 | Villa met aangebouwde garage in late expressionistische stijl              |
| Woonhuis met aangebouwde schuur in eclectische stijl                                     | Woonhuis                  | ca. 1800 (schuur) 1895 (huis) ca. 1915 (verb. huis)               |                                                                   | Beneden Oosterdiep 209      | 53° 6' 51" NB, 6° 53' 17" OL | 515435 | Upload foto                                                                |
| Woonhuis met aangebouwd schuurtje in ambachtelijk-traditionele stijl ("kapiteinswoning") | Woonhuis                  | 1880                                                              |                                                                   | Bocht Oosterdiep 20         | 53° 6' 9" NB, 6° 52' 40" OL  | 515437 | Meer afbeeldingen                                                          |